# Matovilac
Matovilac (lat. Valerianella) je veliki biljni rod iz porodice kozokrvnica. Domovina matovilca je čitava Europa, dijelovi zapadne i jugozapadne Azije, sjeverna Afrika, i američki jug. U Hrvatskoj raste desetak vrsta, a najpoznatiji je obični matovilac (V. locusta), a uz njega i kruničasti matovilac (V. coronata), hrptasti matovilac (V. carinata) i drugi.
Ime roda dolazi od riječi valere, biti zdrav. Uz ljekovitost, jestivi su i mladi listovi običnog matovilca koji se koriste za salatu, a bogati su vitaminom C i željezom. Divlji matovilac smatra se zdravijim od uzgojenog.

## Vrste
1. Valerianella adylovii M. N. Abdull.
2. Valerianella affinis Balf. fil.
3. Valerianella aksaensis M. N. Abdull.
4. Valerianella amarella (Lindh. ex Engelm.) Krok
5. Valerianella amblyotis Fisch. & C. A. Mey. ex Hohen.
6. Valerianella anodon Lincz.
7. Valerianella antilibanotica Rech. fil.
8. Valerianella balansae Matthews
9. Valerianella carinata Loisel.
10. Valerianella caucasica (Boiss.) Höck
11. Valerianella chenopodiifolia (Pursh) DC.
12. Valerianella chlorodonta Coss. & Durieu ex Coss.
13. Valerianella chlorostephana Boiss. & Balansa
14. Valerianella corniculata C. A. Mey.
15. Valerianella coronata (L.) DC.
16. Valerianella costata (Steven) Betcke
17. Valerianella cymbicarpa C. A. Mey.
18. Valerianella dactylophylla Boiss. & Hohen.
19. Valerianella dentata (L.) Pollich
20. Valerianella deserticola Hadac
21. Valerianella discoidea (L.) Loisel.
22. Valerianella echinata (L.) DC.
23. Valerianella eriocarpa Desv.
24. Valerianella falconida Shvedtsch.
25. Valerianella florifera Shinners
26. Valerianella fusiformis Pau
27. Valerianella glomerata Boiss. & Balansa
28. Valerianella hirsutissima Link
29. Valerianella kotschyi Boiss.
30. Valerianella kulabensis Lipsky ex Lincz.
31. Valerianella lasiocarpa (Steven) Betcke
32. Valerianella leiocarpa (K. Koch) Kuntze
33. Valerianella leptocarpa Pomel
34. Valerianella locusta (L.) Laterr.
35. Valerianella martini Losco
36. Valerianella microcarpa Loisel.
37. Valerianella multidentata Loscos & J. Pardo
38. Valerianella nuttallii (Torr. & A. Gray) Walp.
39. Valerianella obtusiloba Boiss.
40. Valerianella orientalis (Schltdl.) Boiss. & Balansa
41. Valerianella ovczinnikovii B. A. Sharipova
42. Valerianella oxyrhyncha Fisch. & C. A. Mey.
43. Valerianella ozarkana Dyal
44. Valerianella palmeri Dyal
45. Valerianella petrovitchii Asch. ex Rohlfs
46. Valerianella plagiostephana Fisch. & C. A. Mey.
47. Valerianella platycarpa Trautv.
48. Valerianella pomelii Batt.
49. Valerianella pontica Lipsky
50. Valerianella pumila (L.) DC.
51. Valerianella radiata (Willd.) Dufr.
52. Valerianella rimosa Bastard
53. Valerianella sclerocarpa Fisch. & C. A. Mey.
54. Valerianella stenocarpa (Engelm.) Krok
55. Valerianella stephanodon Coss. & Durieu
56. Valerianella szovitsiana Fisch. & C. A. Mey.
57. Valerianella texana Dyal
58. Valerianella triceras Bornm.
59. Valerianella triplaris Boiss. & Buhse
60. Valerianella tuberculata Boiss.
61. Valerianella turcica Dogru-Koca & G. Zare
62. Valerianella turgida (Steven) Betcke
63. Valerianella turkestanica Regel & Schmalh. ex Regel
64. Valerianella umbilicata (Sull.) Alph. Wood
65. Valerianella uncinata (M. Bieb.) Dufr.
66. Valerianella varzobica B. A. Sharipova
67. Valerianella vesicaria (L.) Moench
68. Valerianella vvedenskyi Lincz.